# Leggiuno
Leggiuno – miejscowość i gmina we Włoszech, w regionie Lombardia, w prowincji Varese.
Według danych na rok 2004 gminę zamieszkiwało 2859 osób, 219,9 os./km².